# 熊本県専修学校一覧
熊本県専修学校一覧（くまもとけんせんしゅうがっこういちらん）は、熊本県の専修学校の一覧。

## 公立専修学校

### 熊本市
- 熊本市立総合ビジネス専門学校

### 合志市
- 熊本県立農業大学校

### 天草市
- 天草市立本渡看護専門学校
- 上天草看護専門学校

## 私立専修学校

### 熊本市
- 九州測量専門学校
- 九州工科自動車専門学校
- ヒロ・デザイン専門学校
- 熊本保育ビジネス専門学校
- シェフパティシエ学院
- 壺溪塾
- 熊本市医師会看護専門学校
- 熊本看護専門学校
- 熊本情報経理専門学校
- 熊本歯科技術専門学校
- 専修学校熊本YMCA学院

- 湖東カレッジ情報建築専門学校
- 熊本歯科衛生士専門学院
- 和洋学園専門学校
- 熊本総合医療リハビリテーション学院
- 西日本リハビリテーション学院
- 熊本工業専門学校
- 九州美容専門学校
- 熊本電子ビジネス専門学校
- 熊本ベルェベル美容専門学校
- 熊本外語専門学校
- 熊本社会福祉専門学校

- 湖東カレッジ教育芸術専門学校
- 熊本デザイン専門学校
- 熊本高等理容学校
- 専門学校公務員ゼミナール熊本校
- 国立病院機構熊本医療センター附属看護学校
- 北九州予備校熊本校
- 専修学校モア・ヘアメイクカレッジ
- 九州中央リハビリテーション学院
- 熊本駅前看護リハビリテーション学院

### 八代市
- 熊本労災看護専門学校
- 八代実業専門学校
- 八代看護学校
- IEC九州国際カレッジ専門学校

### 南阿蘇村
- イデアITカレッジ阿蘇（2022年4月新設）

### 人吉市
- 九州技術教育専門学校 （高等課程併設）
- 人吉商業専門学校（休校中）

### 荒尾市
- 専修学校九州高等商業学校

### 玉名市
- 日本総合教育専門学校

### 山鹿市
- 鹿本郡市医師会附属准看護高等専修学校

### 菊池市
- 菊池郡市医師会附属看護高等専修学校

### 宇城市
- 三角商業専門学校
- メディカル・カレッジ青照館
- 宇城看護高等専修学校

### 天草市
- 天草郡市医師会附属天草准看護高等専修学校